# Patrik Kittel
Patrik Kittel (né le 10 juin 1976) est un cavalier suédois de dressage. Né à Stockholm, il participe aux Jeux olympiques de 2008 à Pékin, où il se place quatrième en dressage par équipe. Aux Jeux olympiques de 2012, il participe en dressage individuel et par équipe.

## Controverses

### Langue bleue de Watermill Scandic
En 2009, Epona TV filme l'échauffement du cheval de Kittel, Watermill Scandic, dévoilant une langue bleue sortie de la bouche et l'utilisation du controversé rollkur,,. Le scandale entraîne une longue polémique sur la maltraitance des chevaux dans la discipline du dressage,, mais le cavalier est acquitté par la fédération équestre internationale en 2010. 
Le magazine Epona TV est accusé en 2021 par la presse suédoise d'avoir réalisé un montage vidéo à charge contre Kittel, ce à quoi il répond en mettant en ligne l'intégralité de la séquence vidéo, sans coupures.

### Participation aux Jeux olympiques de 2012
Un mouvement de protestation contre la cruauté de la discipline du dressage touche les jeux olympiques de 2012 à Londres, en raison entre autres de la participation de Kittel,. Ce dernier a été accusé de cruauté envers les animaux cette même année, à la suite de la publication de photographies dans le magazine allemand  St. Georg, montrant des positions de rollkur maintenues en rênes courtes.